# Équipe de République dominicaine de baseball
Uniformes
L'équipe de République dominicaine de baseball représente la République dominicaine lors des compétitions internationales, comme le Classique mondiale de baseball, les Jeux olympiques ou la Coupe du monde de baseball notamment.
Lors des Jeux Panaméricains 2007 à Rio de Janeiro, les Dominicains ne parviennent pas à s'extraire des poules et ne jouent pas les demi-finales.

## Palmarès
Jeux olympiques
- 1992 : 6e
- 1996 : non qualifiée
- 2000 : non qualifiée
- 2004 : non qualifiée
- 2008 : non qualifiée

Classique mondiale de baseball
- 2006 : 4e
- 2009 : éliminée au 1er tour
- 2013 :  1er
- 2017 : éliminée au 2e tour
- 2023 : Phase de groupes

Coupe du monde de baseball
| - 1940 : non qualifiée - 1941 : 5e - 1942 : 2e - 1943 : 3e - 1944 : 5e - 1945 : non qualifiée - 1947 : non qualifiée - 1948 : 1er - 1950 : 2e - 1951 : 4e - 1952 : 2e - 1953 : 4e |  | - 1961 : non qualifiée - 1965 : 5e - 1969 : 3e - 1970 : 6e - 1971 : 6e - 1972 : 7e - 1973 : 4e - 1974 : 4e - 1976 : 5e - 1978 : non qualifiée - 1980 : non qualifiée - 1982 : 8e |  | - 1984 : 12e - 1986 : non qualifiée - 1988 : non qualifiée - 1990 : non qualifiée - 1994 : 13e - 1998 : 8e - 2001 : 8e - 2003 : non qualifiée - 2005 : non qualifiée - 2007 : non qualifiée |

Jeux panaméricains
- 1951 :  3e
- 1963 :  3e
- 2003 :  3e

Coupe intercontinentale de baseball
| - 1973 : non qualifiée - 1975 : non qualifiée - 1977 : non qualifiée - 1979 : non qualifiée - 1981 : 3e - 1983 : non qualifiée |  | - 1985 : non qualifiée - 1987 : non qualifiée - 1989 : non qualifiée - 1991 : non qualifiée - 1993 : non qualifiée - 1995 : non qualifiée |  | - 1997 : non qualifiée - 1999 : non qualifiée - 2002 : 3e - 2006 : non qualifiée |

## Classique mondiale 2009
La République dominicaine aligne une équipe de premier plan à l'occasion de la Classique mondiale 2009. Symbole de cette équipe, Alex Rodriguez, qui portait il y a trois ans les couleurs des États-Unis.
| Lanceurs - 66. Jose Arredondo (Los Angeles Angels) - 51. Juan Cruz - 46. Johnny Cueto (Cincinnati Reds) - 38. Ubaldo Jimenez (Colorado Rockies) - 20. Julio Manon - 43. Damaso Marte (New York Yankees) - 45. Pedro Martinez - 58. Tony Peña (Arizona Diamondbacks) - 57. Odalis Perez - 53. Rafael Pérez (Cleveland Indians) - 35. Edwar Ramirez (New York Yankees) - 41. José Veras (New York Yankees) - 36. Edinson Volquez (Cincinnati Reds) |  | Receveurs - 33. Alberto Castillo - 21. Miguel Olivo (Kansas City Royals) Champ intérieur - 16. Willy Aybar (Tampa Bay Rays) - 29. Adrián Beltré (Seattle Mariners) - 24. Robinson Canó (New York Yankees) - 34. David Ortiz (Boston Red Sox) - 2. Hanley Ramírez (Florida Marlins) - 7. José Reyes (New York Mets) - 13. Alex Rodriguez (New York Yankees) - 10. Miguel Tejada (Houston Astros) Champ extérieur - 18. Moisés Alou - 23. Jose Bautista (Toronto Blue Jays) - 15. Nelson Cruz (Texas Rangers) - 11. José Guillén (Kansas City Royals) - 3. Willy Taveras (Cincinnati Reds) |